# Aloe amicorum
Aloe amicorum (укр. Алое амікорум, Алое дружнє)  — сукулентна рослина роду алое.

## Етимологія
Видова назва походить від латинського слова лат. Amicus — друзі, та присвячена друзям з кенійського гірського клубу, що брали участь в експедиції, коли цей вид був виявлений.

## Морфологічні ознаки
Стебло до 112 см у довжину, рідко розгалужене біля основи з нещільно розташованим листям на кінцях. Листя блакитнувато-зелене, на сонці стає пурпурно-червоним, в посушливий період — коричневато-жовтим. Суцвіття майже горизонтальне, 76 см у довжину, з 6 розгалуженими гілками, вкритими білими плямами.

## Місця зростання
Зростає в Кенії, у Східній провінції на крутих схилах на висоті 1 500 м над рівнем моря.

## Утримання
Для нормального зростання цієї рослини потрібна температура не менше 10 °C (50 °F). Добре витримує посуху. Надає перевагу сонячним місцям або легкій тіні.